# Sällskapet Heimdall
Sällskapet Heimdall, grundat den 16 februari 1891 i Malmö, är en av ett flertal sammanslutningar som instiftades under senare halvan av 1800-talet, för kulturell samvaro.

## Andra sällskap för historia, litteratur och konst
Motsvarande föreningar på andra håll i landet, med likartade program, är Sällskapet Concordia i Örebro (grundat 1862; herrsällskap), Sällskapet Idun i Stockholm (grundat 1862; herrsällskap) och Sällskapet Gnistan i Göteborg (grundat 1878; både män och kvinnor såsom medlemmar). Mellan åren 1872 och 1876 fanns också ett Sällskapet Idun i Karlskrona.
Flera av namnen på sällskapen antyder ett tidstypiskt nationalromantiskt ideal. De fick alla karaktären av exklusiva föreläsningsföreningar med stark akademisk prägel. Dock har sedan starten av sällskapen också konstnärer, författare, aristokratin, direktörer och honorärkonsuler varit väl representerade.
I Köpenhamn finns en motsvarande förening, Selskabet for Historie, Litteratur og Kunst (instiftat 1876) och i Oslo Foreningen Andvake (instiftat 1889).
Det bildades också ett flertal damsällskap med liknande syften och likartad uppbyggnad, nämligen Damsällskapet Concordia i Uppsala, Damernas Concordia i Örebro, Helsingborgs Damsällskap, Karlskrona Damsällskap, Malmö Damsällskap och Nya Idun (i Stockholm).

## Historik
I slutet av 1800-talet var Malmö en mycket expansiv stad när det gällde handel, sjöfart och industri. Detta ställde i sin tur allt högre krav på att skolor och annan utbildningsverksamhet utvecklades. Bland de akademiskt utbildade fanns en strävan efter att söka skapa en förening för de ledande inom de olika näringarna. På initiativ av folkskolinspektör fil. dr Anders Stenkula, hölls ett förberedande möte för ett dylikt sällskap 1 februari 1891 på Hôtel Horn i Malmö. Tillsammans med bankdirektör Ola Andersson, lasarettsläkare med. dr Anders Bergstrand, löjtnant Henrik Holmberg, fil. kand. Hans Emil Larsson, rektor fil.dr Peter Johan Isberg och ingenjör C. Wetterberg, beslöt Stenkula att undersöka möjligheten att i Malmö starta ett kulturellt sällskap, liknande Sällskapet Idun i Stockholm.
Efter ännu ett förberedande möte 9 februari, instiftades Sällskapet Heimdall den 16 februari 1891. Då hade föreningen, förutom de ovan namngivna herrarna, förstärkts med grosshandlare Gottfried Beijer, lektor fil. dr Victor Jung och lektor fil. dr Edward Lindahl. 
Sällskapets ändamål stadgades till "att samla personer med allmänna intressen, huvudsakligen litterära, vetenskapliga, konstnärliga och sociala, för att under angenäm samvaro vidmakthålla och befrämja dessa intressen medelst föredrag, diskussioner, samtal eller på andra lämpliga sätt."
Den första sammankomsten hölls sedan den 7 mars 1891, då 27 herrar samlades för att lyssna till med.dr Anders Bergstrands anförande om "Mysticismen inom läkekonsten."

## Ordförande för Sällskapet Heimdall
I Sällskapet Heimdalls barndom verkade följande såsom ordförande: 
skolmannen Anders Oscar Stenkula (1891 - 1892), lektorn Edward Lindahl (1892 - 1893), regementsläkaren August Björkman (1893 - 1894), litteraturhistorikern Henrik Schück (1894 - 1895) och majoren baron William Stiernblad (1895 - 1896).
En stadgeändring 1896 medförde att ordförandeskapet roterade mellan styrelsens ledamöter för att leda sammankomsterna. Under perioden 1910 - 1919 växlade därför ordförandeskapet mellan generalfältläkare Fritz Bauer, professor Carl Magnus Fürst, landssekreterare Fritz Hallberg, läroverkslektor Edward Lindahl, provinsialläkare Thure Petrén, professor Seved Ribbing, läroverkslektor Anders Rosén, provinsialläkare Harald Sörman, professor Ewert Wrangel, domkyrkoarkitekt Theodor Wåhlin samt ingenjör Gusten Åberg.
En ny stadgeändring 2001 innebar att årsmötet återigen valde en ordförande för ett år i taget. Sedan dess har följande verkat som ordförande: 
professor Bengt Lindskog (2001 - 2003), univ. lektor Gert Jeppsson (2003 - 2011), professor Lars Granath (2011 - 2012), generalkonsul Eleftherious Sotiriou (2012 - 2015) och jur. dr  h. c. Frank Orton (sedan 2015).

## Sällskapet Heimdalls verksamhet
Vanligen arrangeras sammankomster varje månad, utom i juli och augusti. Dessutom brukar sällskapet företa en vårutflykt tillsammans med sitt danska brodersällskap Selskabet for Historie, Litteratur og Kunst. 
Antalet medlemmar är idag omkring 185.